# Червиця в'їдлива
Червиця в'їдлива (Zeuzera pyrina) — вид лускокрилих комах родини червиць (Cossidae). Небезпечний шкідник, завдає значної шкоди плодовим садам, пошкоджує яблуню, грушу, абрикос, горіх. Шкодять гусениці більш ніж на 100 видах лісових, плодових і декоративних рослин.

## Поширення
Вид поширений в Європі (за винятком Ірландії), Північній Африці та Азії. Завезений у США.

## Опис

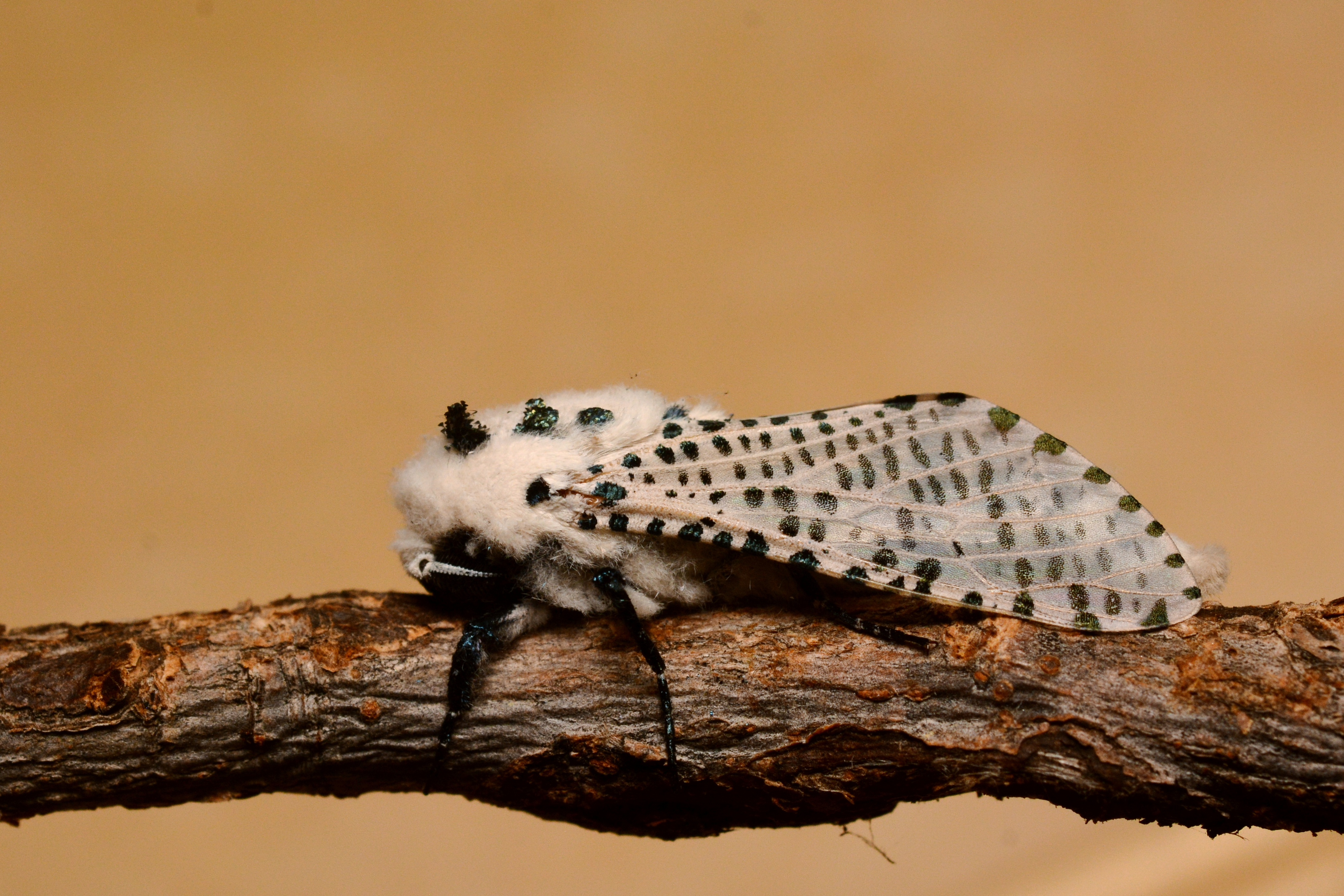

Самець з розмахом крил до 50 мм, самиця — 60–65 мм. Передні й задні крила білі з розкиданими по них синюватими овальними плямами; на спинному боці грудей шість великих темно-синіх плям. Черевце товсте, темно-синє з білими поперечними смугами; у самиці закінчується невеликим яйцекладом. Ноги синювато-чорні. Вусики у самиці з білуватим пушком; у самця половина вусиків периста.
Гусениця завдовжки до 60 мм, біла з жовтуватим або рожевуватим відтінком, з чорними горбками, вкритими короткими волосками. Голова, потиличний і анальний щитки темно-коричневі. Лялечка завдовжки до 30 мм, циліндрична, темно-коричнева, з рогоподібним відростком між очима; кінець черевця з 10 зубчиками.

## Спосіб життя

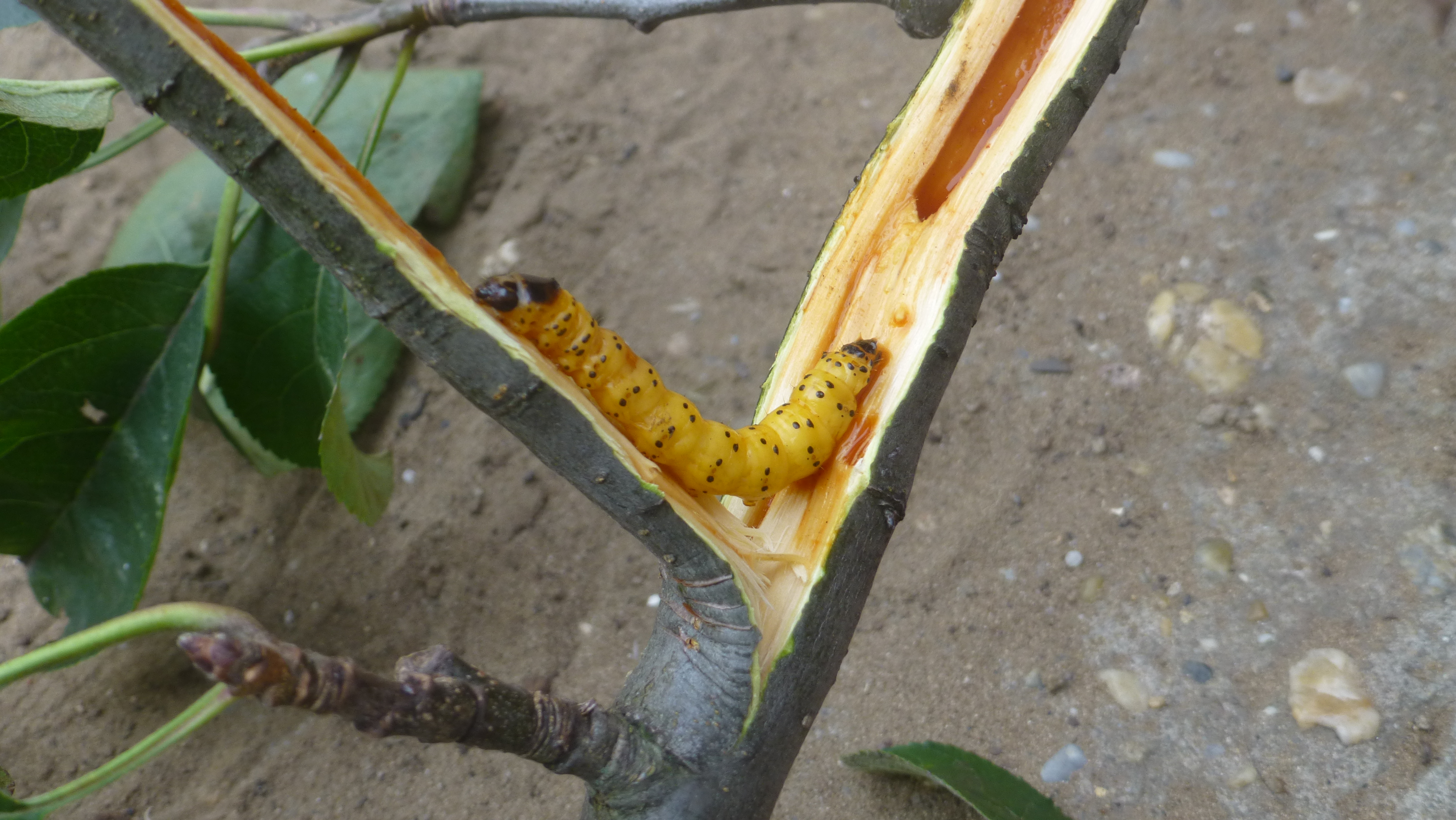
Гусениця червиці в'їдливої

Метелики літають з червня-липня по кінець серпня. Активні у вечірні й нічні години. Самиця малорухлива, самці активніші. Самиці відкладають невеликими групами на кору листяних дерев біля бруньок. Самиця може відкласти до 300 яєць. Забарвлення яєць від світло-жовтого до рожевуватого. Форма циліндрична, боки закруглені. Після кладки самиця гине. Інкубація триває 14 днів. Після вилуплення гусениці розповзаються по дереву, часто повисають на павутинках і вітром розносяться на значні відстані. Потрапивши в крону дерев, гусениця вгризається в черешок листя і молоді пагони, де проточує поздовжні ходи. До осені кожна гусениця проточує 3–4 ходи. Після першої зимівлі, від квітня й до осені, гусениці вгризаються в деревину стовбура, скелетних гілок і проточують одиничний поздовжній хід, спрямований угору. Линяють сім разів. Загалом гусениці зимують двічі. Після другої зимівлі, починаючи з другої половини травня, гусениці розширюють вихідний отвір і роблять вертикальний хід, в якому заляльковуються. Масове заляльковування відбувається у червні-липні. Лялечка розвивається 14–18 діб. Перед виходом метелика лялечка висувається з отвору назовні.

## Вороги
У прохолодну й вологу погоду частина гусениць гине від грибкових і бактеріальних хвороб. Гусениці гинуть також від ендопаразитів. Їх особливо активно заражають браконіда Apanteles laevigatus, іхневмоніда Elasmus ciopkaloi й мухи тахіни Winthemia cruentata та Winthemia venusta.